# بادمجان (بوئين)
بادمجان (بالفارسية: بادمجان) هي مستوطنة تقع في إيران في قسم بوئین الريفي. يقدر عدد سكانها بـ 249 نسمة .